# Eumedonia dealbata
Eumedonia dealbata är en fjärilsart som beskrevs av Schultz 1903. Eumedonia dealbata ingår i släktet Eumedonia och familjen juvelvingar. Inga underarter finns listade i Catalogue of Life.